# ناباردندییا

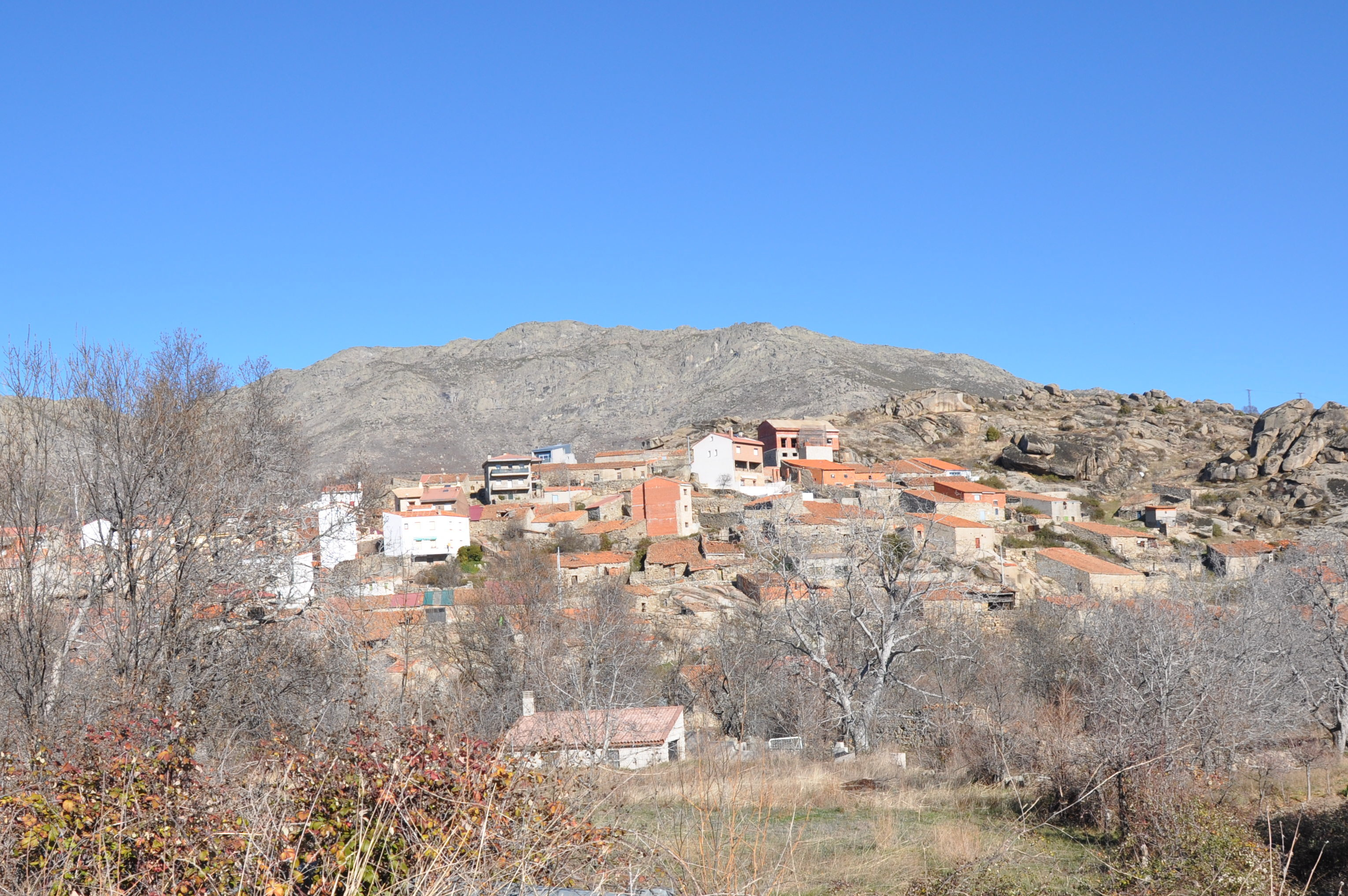
دهستان ناباردندییا در کشور اسپانیا

ناباردندییا دهستانی در استان آبیلای اسپانیا است.
در این دهستان ۲۹۱ نفر زندگی می‌کنند. مساحت این دهستان ۲۰٫۱۲ کیلومتر مربع است.